# Jean-Marie Charles Abrial
Jean-Marie Charles Abrial (Réalmont, 17 dicembre 1879 – Dourgne, 19 dicembre 1962) è stato un ammiraglio francese, già distintosi come ufficiale nel corso della prima guerra mondiale, raggiunse il grado di viceammiraglio di squadra nel 1936, assumendo il comando della Squadra del Mediterraneo. Dopo lo scoppio della seconda guerra mondiale fu nominato Comandante del Teatro operativo marittimo del Nord (Amiral Nord), contribuendo all'evacuazione in Gran Bretagna di oltre 300.000 soldati anglo-francesi dai porti del canale della Manica (Operazione Dynamo). Dopo aver aderito al regime di Vichy fu nominato governatore dell'Algeria e poi Ministro della Marina e delle Colonie, ricoprendo tale incarico tra il 29 novembre 1942 e il 25 marzo 1943. Insignito dell'Ordine della francisca.

## Biografia
Nacque a Réalmont (Tarn) il 17 dicembre 1879, figlio di Raymond Arthur e di Maria Caroline Anna de Maloin de Montazet, entrando all'École Navale della Marine nationale nel 1896, da cui uscì con il grado di guardiamarina nel 1898. Allievo ufficiale dal 5 ottobre 1899, si imbarcò sull'incrociatore corazzato Pothuau, appartenente alla squadra del Mediterraneo, il 1 gennaio 1900, passando sulla nave da battaglia Masséna  il 1 gennaio dell'anno dopo. Sottotenente di vascello dal 5 ottobre 1901, frequentò la Scuola dei fucilieri di marina a Lorient a partire dal 1 gennaio 1903, imbarcandosi successivamente sulla nave da battaglia Redoutable e poi sulla cannoniera Aspis, in forza alla Squadra dell'Estremo Oriente.
Ritornato in Francia, il 1 gennaio 1908 si imbarcò ancora sul Pothuau, transitando poi sulla Couronne, appartenente alla Scuola cannonieri, venendo promosso tenente di vascello il 21 gennaio 1909 ed ottenendo il brevetto di ufficiale d'artiglieria.

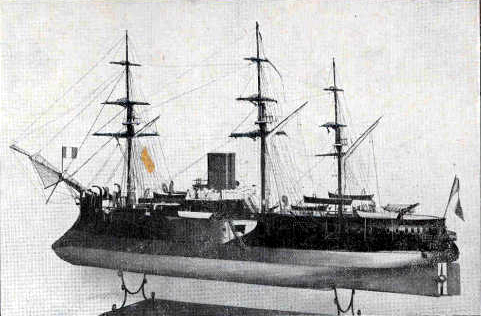
Un modello della nave da battaglia Redoutable

Il 18 dicembre 1910 fu distaccato presso la Direzione dell'artiglieria navale del 2ème Distretto marittimo di Brest, e nel 1912 presso la pyrotechnie. Insignito del titolo di Cavaliere della Legion d'onore, il 1 gennaio 1914 si imbarcò sulla moderna nave da battaglia Jean Bart", appartenente alla 1ª Squadra della 1ère Armée navale. 
Dall'aprile 1916 all'agosto 1917 fu comandante della cannoniera Ardent, unità appartenente alla Divisione pattugliatori oceanici, venendo poi mandato a Parigi presso la Direzione della guerra sottomarina.
Promosso capitano di corvetta il 1 gennaio 1918, nel luglio successivo andò a Saint-Raphaël per studiare l'impiego dell'aviazione imbarcata.
Dopo la fine della guerra la sua carriera continuò, promosso capitano di fregata il 1 agosto 1920 si imbarcò sulla nave da battaglia Patrié, inquadrata nella divisione navi scuola del Mediterraneo, il 1 gennaio 1921. Nel 1925 divenne professore presso la Scuola di Alti Studi Navali venendo promosso capitano di vascello il 26 ottobre dello stesso anno.
Dopo aver comandato il cacciatorpediniere Commandant Bory e una squadriglia di torpediniere, assunse il comando dell'incrociatore pesante Tourville allora in fase di allestimento. Con tale unità nel corso del 1929 eseguì il giro del mondo, assumendo, dal 23 settembre dello stesso anno, l'incarico di Capo di stato maggiore della 1ª Squadra a Tolone.
Promosso contrammiraglio nel marzo 1931, il 1 gennaio dell'anno successivo divenne Sottocapo di Stato maggiore generale della marina. Nell'ottobre 1936 fu elevato al rango di viceammiraglio, assumendo il comando della Squadra navale del Mediterraneo fino al 1938.

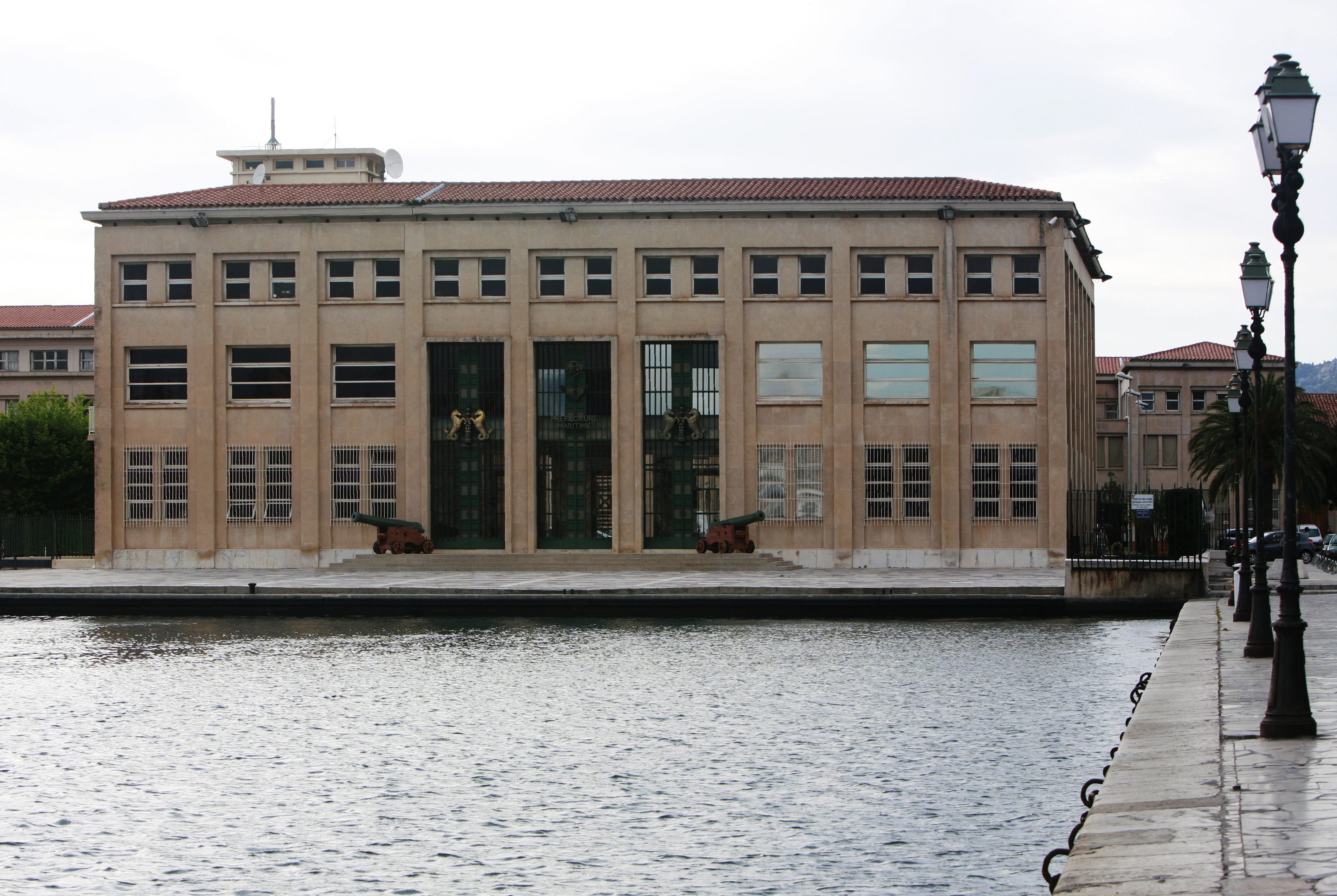
La Prefettura marittima di Tolone

Nell'agosto 1939, con il precipitare della situazione internazionale, assunse il comando del teatro operativo del Nord (Amiral Nord). Dopo l'inizio della battaglia di Francia, avvenuto il 10 maggio 1940, con l'evolversi della situazione bellica predispose la difesa dei porti della Manica. Su ordine del nuovo Capo di stato maggiore dell'esercito, generale Maxime Weygand, partecipò in prima persona all'Operazione Dynamo che consentì di evacuare in Gran Bretagna più di 300.000 militari anglo-francesi. Difese strenuamente il porto di Dunkerque dalle truppe tedesche, venendo poi catturato a Cherbourg il 19 giugno 1940. 
Dopo la firma dell'armistizio di Compiègne venne rilasciato e aderì al regime di Vichy, venendo nominato Governatore generale dell'Algeria nell'agosto del 1940. Assunse l'incarico di Ministro della Marina e delle Colonie il 29 novembre 1942, ricoprendo tale incarico fino al 25 marzo 1943. Immediatamente arrestato all'atto della Liberazione della Francia, il 14 agosto 1946 l'Alta Corte di giustizia lo condannò a 10 anni di lavori forzati, con la pena accessoria della degradazione, per aver collaborato con il governo del Maresciallo Pétain. La pena fu poi commutata in cinque anni di prigione, e il 2 dicembre 1947 fu messo in libertà condizionale per essere quindi graziato nel corso del 1954.
Completamente riabilitato, si spense a Dourgne il 19 dicembre 1962.

## Ascendenza
|                                           |                                          |                                                               | Genitori                                |  |  | Nonni |  |  | Bisnonni                |  |  | Trisnonni                  |  |
|                                           |                                          |                                                               |                                         |  |  |       |  |  | Raymond Benjamin Abrial |  |  | Jean-Baptiste Louis Abrial |  |
|                                           |                                          |                                                               |                                         |  |  |       |  |  | Raymond Benjamin Abrial |  |  | Jean-Baptiste Louis Abrial |  |
|                                           |                                          | Louise Germaine de Grave                                      |                                         |  |  |       |  |  | Raymond Benjamin Abrial |  |  |                            |  |
| Raymond Louis Abrial                      |                                          |                                                               |                                         |  |  |       |  |  | Raymond Benjamin Abrial |  |  |                            |  |
|                                           |                                          | Constance Catherine Angelique Françoise Le Puillon de Boblaye | Louis Marie Le Puillon de Boblaye       |  |  |       |  |  |                         |  |  |                            |  |
|                                           |                                          | Constance Catherine Angelique Françoise Le Puillon de Boblaye | Louis Marie Le Puillon de Boblaye       |  |  |       |  |  |                         |  |  |                            |  |
|                                           |                                          | Constance Catherine Angelique Françoise Le Puillon de Boblaye | Catherine Le Dissez de Penanrun         |  |  |       |  |  |                         |  |  |                            |  |
| Raymond Abrial                            |                                          | Constance Catherine Angelique Françoise Le Puillon de Boblaye |                                         |  |  |       |  |  |                         |  |  |                            |  |
|                                           |                                          | Arthur Caesar Tollemache                                      | William Tollemache, lord Huntingtower   |  |  |       |  |  |                         |  |  |                            |  |
|                                           |                                          | Arthur Caesar Tollemache                                      | William Tollemache, lord Huntingtower   |  |  |       |  |  |                         |  |  |                            |  |
|                                           |                                          | Arthur Caesar Tollemache                                      | Catherine Grey                          |  |  |       |  |  |                         |  |  |                            |  |
| Melanie Sophia Tollemache                 |                                          | Arthur Caesar Tollemache                                      |                                         |  |  |       |  |  |                         |  |  |                            |  |
|                                           |                                          | Catherine Scheppers                                           | Alberic Joseph Scheppers                |  |  |       |  |  |                         |  |  |                            |  |
|                                           |                                          | Catherine Scheppers                                           | Alberic Joseph Scheppers                |  |  |       |  |  |                         |  |  |                            |  |
|                                           |                                          | Catherine Scheppers                                           | …                                       |  |  |       |  |  |                         |  |  |                            |  |
| Jean-Marie Charles Abrial                 |                                          | Catherine Scheppers                                           |                                         |  |  |       |  |  |                         |  |  |                            |  |
|                                           | Jean Pierre Joseph de Malvin de Montazet | Joseph Alexandre de Malvin de Montazet                        |                                         |  |  |       |  |  |                         |  |  |                            |  |
|                                           | Jean Pierre Joseph de Malvin de Montazet | Joseph Alexandre de Malvin de Montazet                        |                                         |  |  |       |  |  |                         |  |  |                            |  |
|                                           | Jean Pierre Joseph de Malvin de Montazet | Anne Jeanne Henriette Lacombe                                 |                                         |  |  |       |  |  |                         |  |  |                            |  |
| Paul Léon de Malvin de Montazet           | Jean Pierre Joseph de Malvin de Montazet |                                                               |                                         |  |  |       |  |  |                         |  |  |                            |  |
|                                           |                                          | Maie Anne Boyer de la Tourette                                | …                                       |  |  |       |  |  |                         |  |  |                            |  |
|                                           |                                          | Maie Anne Boyer de la Tourette                                | …                                       |  |  |       |  |  |                         |  |  |                            |  |
|                                           |                                          | Maie Anne Boyer de la Tourette                                | …                                       |  |  |       |  |  |                         |  |  |                            |  |
| Anna Marie Caroline de Malvin de Montazet |                                          | Maie Anne Boyer de la Tourette                                |                                         |  |  |       |  |  |                         |  |  |                            |  |
|                                           |                                          | Guillaume Isidore de Montbel                                  | Jean Louis Baron de Montbel             |  |  |       |  |  |                         |  |  |                            |  |
|                                           |                                          | Guillaume Isidore de Montbel                                  | Jean Louis Baron de Montbel             |  |  |       |  |  |                         |  |  |                            |  |
|                                           |                                          | Guillaume Isidore de Montbel                                  | Catherine Rosalie de Reynal de Montamat |  |  |       |  |  |                         |  |  |                            |  |
| Rosalie Adélaïde de Montbel               |                                          | Guillaume Isidore de Montbel                                  |                                         |  |  |       |  |  |                         |  |  |                            |  |
|                                           |                                          | Louise Laure Agathe d'Aspe                                    | Augustin Jean Charles Louis d'Aspe      |  |  |       |  |  |                         |  |  |                            |  |
|                                           |                                          | Louise Laure Agathe d'Aspe                                    | Augustin Jean Charles Louis d'Aspe      |  |  |       |  |  |                         |  |  |                            |  |
|                                           |                                          | Louise Laure Agathe d'Aspe                                    | Marie Jeanne Adélaïde Caulet de Gramont |  |  |       |  |  |                         |  |  |                            |  |
|                                           |                                          | Louise Laure Agathe d'Aspe                                    |                                         |  |  |       |  |  |                         |  |  |                            |  |

### Annotazioni
1. ↑  Tale nave apparteneva alla Squadra del Nord, ed era al comando di Marie de Fauque de Jonquières.
2. ↑  Servizio d'installazione del materiale.
3. ↑  Oltre che membro del Comitato idrografico e membro del Comitato di perfezionamento della Scuole della marina.
4. ↑  Il 16 dicembre 1960 fu reintegrato nella Legion d'onore ma solo come Grande ufficiale in quanto la Grande Cancelleria considerò che la nomina a Cavaliere di Gran Croce dell'ammiraglio Abrial era stata ratificata nel 1948, posteriormente alla sua radiazione dal servizio attivo.

### Fonti
1. 1 2 3 4 5 6 7 8 9  Spencer 2003, p. 2.
2. 1 2 3 4 5 6 7 8  Silhouettes maritimes, Ouest-France, 12 janvier 1930.
3. ↑  Couhat 1974, p. 49.
4. ↑  Couhat 1974, p. 18.
5. ↑  Couhat 1974, p. 131.
6. ↑  Couhat 1974, p. 33.
7. ↑  Couhat 1974, p. 180.
8. ↑  Couhat 1974, p. 20.
9. ↑  Aujour'hui à Londres s'ouvre la conférence des états-major anglo-franco-belge, Ouest-France, 15 avril 1936.
10. ↑  Gardner 2014, p. 12, aveva responsabilità sui porti di Calais, Boulogne e Dunkerque..
11. ↑  www.cheminsdememoire.gouv.fr le Bastion 32 - poste de commandement à l'amiral Abrial
12. ↑  Gardner 2014, p. 35.
13. ↑  L'amiral Abrial est arrivé  à Alger, Ouest-France, 4 aout 1940.
14. 1 2  Spencer 2003, p. 3.
15. ↑  Article Larousse